# Taheen
I taheen sono creature fantastiche di dimensione simile agli uomini, ma con caratteristiche animali. Sono per la maggior parte mammiferi e uccelli, e molti sono sotto il controllo del Re Rosso. Vengono menzionati da Stephen King nella serie La Torre Nera. I taheen vengono menzionati, ma non citati, quando gli abitanti descrivono i tipi di orrori che esistono a Rombo di Tuono. Finli o'Tego, citato la prima volta nel quinto libro, è il taheen più conosciuto.
I taheen sono longevi e superiori agli umani sia dal punto di vista fisico che mentale. Molti di essi hanno umani come inferiori, nonostante adorino alcune arti umane, come la letteratura, ed alcune loro attività, come la pallacanestro. Non devono essere confusi con i can-toi (o uomini bassi) che spesso hanno la faccia da topo, indossano maschere umane, e sono inferiori agli umani. Nell'ultimo libro, La Torre Nera, viene anche detto che hanno una propria cultura, ed il proprio credo religioso – se esiste – è leggermente diverso; sembra che pregare confonda Finli o'Tego.
Il termine taheen è usato sia al singolare che al plurale.